# Still Life (롤링 스톤스의 음반)
《Still Life》는 1982년 6월 1일에 발매된 롤링 스톤스의 라이브 음반이다. 1981년 미국 투어 동안 녹음된 이 밴드는 1982년 유럽 투어에 맞춰 발매되었다.
음반 커버는 일본 화가 야마자키 가즈히데가 그린 작품으로, 이 작품은 투어의 무대 디자인에 영감을 주었다.

## 발매 및 평가
| 평가 점수                     | 평가 점수 |
| 출처                          | 점수      |
| ----------------------------- | --------- |
| AllMusic                      | [ 1 ]     |
| Robert Christgau              | B–        |
| MusicHound                    | 1/5       |
| Rolling Stone                 | [ 4 ]     |
| The Rolling Stone Album Guide | [ 5 ]     |

이 음반은 미러클스의 〈Going to a Go-Go〉 커버 버전이 발매되기 전이었는데, 이 음반은 영국과 미국에서 상위 30위 안에 들었다. 후속 싱글인 〈Time Is on My Side〉는 영국 차트의 하위 부분에 도달했다.
《Still Life》는 상업적인 성공을 거두었고, 영국과 캐나다에서 4위, 5위에 도달했으며, 영국에서는 골드뿐만 아니라 미국과 캐나다에서도 플래티넘을 갔지만, 롤링 스톤스 공연에서 기대되는 어떤 거친 가장자리가 부족하고 너무 매끄럽게 들린다는 이유로 비판적으로 좋은 평가를 받지 못했다.
1998년에 《Still Life》는 버진 레코드에 의해 리마스터링되고 재발행되었으며, 2010년에는 유니버설 뮤직에 의해 다시 발행되었다. 유니버설 뮤직 재팬이 2011년 SHM-SACD에서 발매하였다.

## 곡 목록
모든 곡들은 특별한 언급이 없는 한 믹 재거와 키스 리처즈에 의해 작사/작곡하였다.
| #  | 제목                               | 작사·작곡                                          | 재생 시간 |
| -- | ---------------------------------- | -------------------------------------------------- | --------- |
| 1. | 〈Intro: Take the 'A' Train〉      | 빌리 스트레이혼                                    | 0:27      |
| 2. | 〈Under My Thumb〉                 |                                                    | 4:18      |
| 3. | 〈Let's Spend the Night Together〉 |                                                    | 3:51      |
| 4. | 〈Shattered〉                      |                                                    | 4:11      |
| 5. | 〈Twenty Flight Rock〉             | 에디 코크런, 네드 페어차일드                       | 2:32      |
| 6. | 〈Going to a Go-Go〉               | 스모키 로빈슨, 워렌 무어, 바비 로저스, 마브 타플린 | 3:21      |

| #  | 제목                                           | 작사·작곡                  | 재생 시간 |
| -- | ---------------------------------------------- | -------------------------- | --------- |
| 1. | 〈Let Me Go〉                                  |                            | 3:37      |
| 2. | 〈Time Is on My Side〉                         | 제리 라고보이              | 3:39      |
| 3. | 〈Just My Imagination (Running Away with Me)〉 | 노만 위트필드, 바렛 스트롱 | 5:23      |
| 4. | 〈Start Me Up〉                                |                            | 4:21      |
| 5. | 〈(I Can't Get No) Satisfaction〉              |                            | 4:24      |
| 6. | 〈Outro: Star Spangled Banner〉                | 민요 (편곡: 지미 헨드릭스) | 0:48      |

## 인증
| 국가                       | 인증     | 판매량/출하량 |
| -------------------------- | -------- | ------------- |
| 캐나다 (뮤직 캐나다)       | 플래티넘 | 100,000^      |
| 스페인 (PROMUSICAE)        | 골드     | 50,000^       |
| 영국 (BPI)                 | 골드     | 100,000^      |
| 미국 (RIAA)                | 플래티넘 | 1,000,000^    |
| ^출하량을 기반으로 한 인증 |          |               |